# Medaillenspiegel der Olympischen Winterspiele 1924
Diese Tabelle zeigt den Medaillenspiegel der Olympischen Winterspiele 1924 in Chamonix. Die Platzierungen sind nach der Anzahl der gewonnenen Goldmedaillen sortiert, gefolgt von der Anzahl der Silber- und Bronzemedaillen. Weisen zwei oder mehr Länder eine identische Medaillenbilanz auf, werden sie alphabetisch geordnet auf dem gleichen Rang geführt. Dies entspricht dem System, das vom IOC verwendet wird.
Die Medaillen des – nachträglich als olympische Sportart anerkannten – Curlings und der 1924 als offiziell gekennzeichneten Militärpatrouille (lange Zeit fälschlicherweise als Demonstrationswettbewerb geführt) sind konform mit den IOC-Statistiken im Medaillenspiegel enthalten.
Beim Eisschnelllauf über 500 Meter wurden zwei Bronzemedaillen vergeben.

## Medaillenspiegel
| Platz | Mannschaft               | Gold | Silber | Bronze | Gesamt |
| ----- | ------------------------ | ---- | ------ | ------ | ------ |
| 01    | Norwegen (NOR)           | 4    | 7      | 6      | 17     |
| 02    | Finnland (FIN)           | 4    | 4      | 3      | 11     |
| 03    | Österreich (AUT)         | 2    | 1      | —      | 3      |
| 04    | Schweiz (SUI)            | 2    | —      | 1      | 3      |
| 05    | Vereinigte Staaten (USA) | 1    | 2      | 1      | 4      |
| 06    | Großbritannien (GBR)     | 1    | 1      | 2      | 4      |
| 07    | Schweden (SWE)           | 1    | 1      | —      | 2      |
| 08    | Kanada (CAN)             | 1    | —      | —      | 1      |
| 09    | Frankreich (FRA)         | —    | —      | 3      | 3      |
| 10    | Belgien (BEL)            | —    | —      | 1      | 1      |
|       | Gesamt                   | 16   | 16     | 17     | 49     |